# Helen Skelton
Helen Elizabeth Skelton (Carlisle, Cumbria, 19 de julio de 1983) es una presentadora de televisión británica que aparece regularmente en el programa Morning Live de la BBC One.
Fue copresentadora del programa infantil de la BBC, Blue Peter, desde 2008 hasta 2013, y desde 2014 es presentadora de Countryfile. Copresentó dos temporadas del programa de la BBC One, Holiday Hit Squad, junto a Angela Rippon y Joe Crowley. También presentó la serie diurna The Instant Gardener, que duró dos temporadas.

## Primeros años
Skelton nació el 19 de julio de 1983 en Carlisle, Cumbria, Inglaterra y creció en una granja lechera del pueblo de Kirkby Thore. Estudió en la escuela primaria local y después en la Appleby Grammar School, y finalmente se licenció en periodismo en el Cumbria Institute of the Arts. Durante su estancia en la universidad, trabajó como extra en Coronation Street y Cutting It.
Skelton ha dicho que si no fuera locutora, sería profesora. Su hermano Gavin fue futbolista profesional y también ha sido jugador-entrenador.

## Carrera

### Primeros trabajos
Tras trabajar brevemente en relaciones públicas, Skelton decidió centrarse en el periodismo. Trabajó en la redacción de CFM Radio y participó en varios programas de Border Television, antes de convertirse en presentadora de BBC Radio Cumbria en 2005, siendo una de las presentadoras más jóvenes de la cadena BBC en aquel momento. Después fue reportera y presentadora ocasional en el programa de noticias infantiles Newsround y en su versión deportiva de fin de semana, Sportsround.

### Televisión
Skelton se dio a conocer como presentadora de Blue Peter el 28 de agosto de 2008, sustituyendo a Zöe Salmon  y convirtiéndose en la trigesimotercera presentadora del programa. En agosto de 2013, anunció su marcha del programa; fue sustituida por Radzi Chinyanganya. Trabajó en otros proyectos durante su etapa en Blue Peter, principalmente como corresponsal; entre ellos, informó desde el Campeonato de Wimbledon.
Tras su salida de Blue Peter, se convirtió en presentadora de partidos de fútbol en directo de la Women's Super League para el canal BT Sport, además de mantener sus funciones de reportera de la BBC. Ha presentado ocasionalmente segmentos de Countryfile desde 2008, y también presentó dos temporadas de Holiday Hit Squad en 2013 y 2014 junto a Angela Rippon y Joe Crowley. De 2014 a 2015, presentó el programa London Marathon Highlights en la BBC. Fue sustituida por Ore Oduba en 2016.
En diciembre de 2012, participó en una edición del especial de Navidad del programa de la BBC One, Strictly Come Dancing. Desde 2015, copresenta la serie diurna de la BBC One, The Instant Gardener, junto a Danny Clarke. A principios de 2016, presentó Tonight: Kids V Career.
También presentó la cobertura de los Campeonatos Europeos de Natación de 2016 con Mark Foster y Rebecca Adlington. Trabajó para la BBC en los Juegos Olímpicos de Río de Janeiro 2016 presentando la cobertura de natación junto a Adlington, Foster, Adrian Moorhouse y Andy Jameson. En octubre de ese año, presentó como invitada cinco ediciones de Lorraine en ITV, además de otras cinco en febrero de 2017. También copresentó dos ediciones de Walks with My Dog en More4 en 2017; ese mismo año, Skelton volvió a presentar la cobertura de natación en la BBC durante los Campeonatos Mundiales Acuáticos de 2017 con Adlington y Foster.
Skelton apareció en la octava temporada de Celebrity Antiques Road Trip con su amiga y excopresentadora, Rebecca Adlington.
Desde el 24 de septiembre de 2022, Skelton compitió en la vigésima temporada de Strictly Come Dancing, en pareja con el bailarín profesional Gorka Márquez. El sábado 22 de octubre quedó primera tras bailar un charlestón con la sintonía de Blue Peter como parte de las celebraciones del centenario de la BBC. La pareja logró llegar a la final y terminó en el segundo puesto, detrás de los ganadores Hamza Yassin y Jowita Przystał.
Skelton pasó a ser actriz de doblaje en 2023, cuando se anunció que pondría voz a un nuevo personaje, la granjera Annie Morris, en la serie de animación infantil Sam el bombero.

### Escritura
La primera novela de Skelton, Amy Wild: Amazon Summer, se publicó en mayo de 2015. Su autobiografía, In My Stride, se publicó el 12 de octubre de 2023.

### Radio
Skelton presentó un espacio semanal en BBC Radio 5 Live los domingos de 15.00 a 18.00 horas y se desempeña como copresentadora temporal en Drive Time with Tony Livesey de BBC Radio 5 Live. De agosto de 2022 a agosto de 2023, sustituyó a Laura Whitmore en la presentación del programa matinal de BBC Radio 5 Live, todos los domingos entre las 10:00 y las 12:00 horas. Skelton dejó Radio 5 en agosto de 2023.

## Vida personal
En diciembre de 2013, Skelton se casó con Richie Myler, jugador de la selección inglesa de rugby, y dio a luz a su primer hijo, un varón, el 19 de junio de 2015. Después de que Myler fichara por el club Catalans Dragons, se trasladaron a Francia en septiembre de 2015. Su segundo hijo nació en abril de 2017 y su tercer hijo, una niña, nació el 28 de diciembre de 2021.
Skelton anunció a través de su cuenta de Instagram el 25 de abril de 2022, que ella y Myler ya no eran pareja, ya que él había abandonado el hogar familiar. Más tarde se reveló en Instagram que su nueva novia, Stephanie Thirkill, la heredera de los Leeds Rhinos, estaba embarazada de su primer hijo.

## Filmografía
| Año           | Título                                                    | Papel                                    |
| ------------- | --------------------------------------------------------- | ---------------------------------------- |
| 1999          | Coronation Street                                         | Papel secundario                         |
| 1999          | Cutting It                                                | Papel secundario                         |
| 2005          | BBC Radio Cumbria                                         | Presentadora                             |
| 2007          | Sportsround                                               | Copresentadora                           |
| 2007–2008     | Newsround                                                 | Reportera y presentadora de relevo       |
| 2008–2013     | Blue Peter                                                | Copresentadora                           |
| 2008—         | Countryfile                                               | Copresentadora                           |
| 2009–2011     | Country Tracks                                            | Copresentadora                           |
| 2012          | Strictly Come Dancing: Christmas Special                  | Concursante                              |
| 2013–2019     | Sunday Brunch                                             | Invitada                                 |
| 2013          | What's Cooking?                                           | Invitada                                 |
| 2013          | Countdown                                                 | Invitada                                 |
| 2013          | The Chase: Celebrity Special                              | Concursante                              |
| 2013–2014     | Holiday Hit Squad                                         | Copresentadora                           |
| 2014–2015     | London Marathon Highlights                                | Presentadora                             |
| 2015—         | The Instant Gardener                                      | Copresentadora                           |
| 2015          | All Star Family Fortunes                                  | Invitada                                 |
| 2015          | The TV That Made Me                                       | Invitada                                 |
| 2016          | 2016 European Swimming Championships Coverage (BBC)       | Presentadora                             |
| 2016, 2018–   | Tonight                                                   | Reportera                                |
| 2016          | BBC Sport Olympic Coverage                                | Presentadora                             |
| 2016          | The School that Got Teens Reading                         | Copresentadora                           |
| 2016–2017     | Lorraine                                                  | Presentadora invitada                    |
| 2017          | Walks with My Dog                                         | Copresentadora, 2 episodios              |
| 2017          | 2017 World Aquatics Championships Swimming Coverage (BBC) | Presentadora                             |
| 2018–         | Big Week at the Zoo/This Week at the Farm                 | Copresentadora                           |
| 2019–         | Digging Up Britain's Past                                 | Copresentadora, temporada 1, 6 episodios |
| 2020          | Celebrity SAS: Who Dares Wins                             | Concursante                              |
| 2020          | Luxury Christmas for Less                                 | Copresentadora                           |
| 2020          | This Week on the Farm                                     | Copresentadora                           |
| 2021          | Steph’s Packed Lunch                                      | Presentadora invitada                    |
| 2021–presente | Live: Summer on the Farm                                  | Copresentadora                           |
| 2022          | Inside the Superbrands                                    | Presentadora                             |
| 2022          | Betfred Super League Rugby                                | Presentadora                             |
| 2022          | Strictly Come Dancing                                     | Temporada 20, subcampeona                |
| 2023–presente | Morning Live                                              | Copresentadora                           |
| 2023          | Dan & Helen's Pennine Adventure                           | Copresentadora; junto a Dan Walker       |
| 2023–         | Sam el bombero                                            | Annie Morris (papel de voz)              |
| 2023–2025     | The One Show                                              | Invitada                                 |
| 2024          | Yorkshire Great & Small with Dan & Helen                  | Copresentadora; junto a Dan Walker       |
| 2024          | Lost and Found in the Lakes                               | Presentadora                             |